# اسماعیلا کولیبالی
اسماعیلا کولیبالی (انگلیسی: Ismaila Coulibaly؛ زادهٔ ۲۵ دسامبر ۲۰۰۰) بازیکن فوتبال اهل مالی است.
وی همچنین در تیم‌های ملی فوتبال زیر ۲۰ سال مالی و مالی بازی کرده است.